# Michael Bell (Schauspieler)

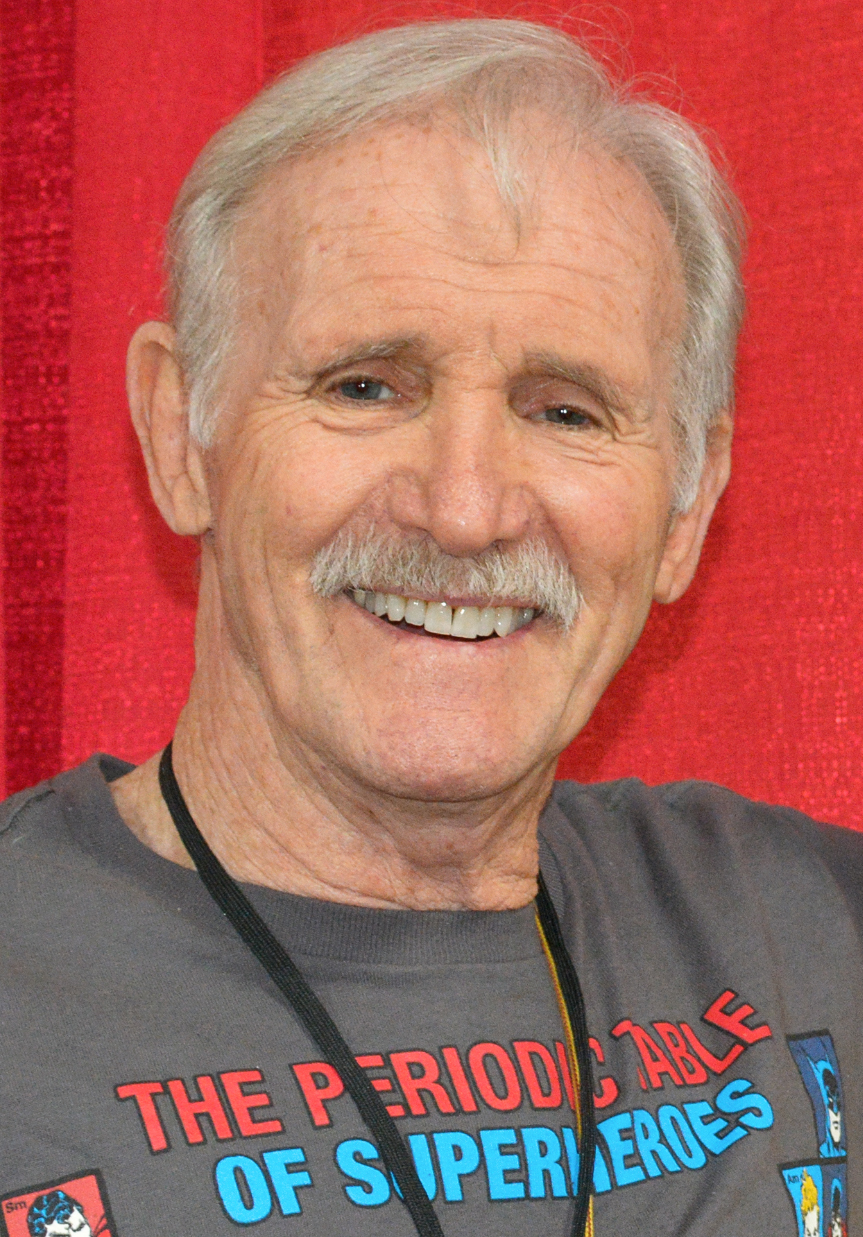
Michael Bell (2015)

Michael Bell (vollständiger Name Michael Patrick Bell; * 10. April 1938 in Brooklyn, New York City, New York) ist ein US-amerikanischer Schauspieler und Synchronsprecher.

## Leben
Michael Bell war in mehreren Videospielen und animierten Serien als Synchronsprecher, beispielsweise in The Transformers, Rugrats und The Smurfs tätig. Er wirkte darüber hinaus in Filmen und Fernsehserien wie Dallas oder Star Trek mit. Bell gilt laut der Internet Movie Database als „einer der prominentesten Sprecher der 1980er Jahre“. Sowohl seine Frau Victoria Carroll als auch seine Tochter Ashley Bell sind Schauspielerinnen.
Nachdem Bell in vielen US-Serien und -Filmen Gastauftritte hatte, arbeitete er fast nur noch als Synchronsprecher für Computerspiele und lieh vielen Zeichentrickfiguren seine Stimme. Da er sehr viele Sprechrollen belegt, wird er von mehreren unterschiedlichen deutschen Synchronsprechern vertont.

## Filmografie (Auswahl)

### Filme und Fernsehserien
- 1959: Der Dicke von Scotland Yard (Great Van Robbery)
- 1959: Rakete 510 (First Man Into Space)
- 1959: Verkauft und Verraten (Subway in the Sky)
- 1960: Too Young to Love
- 1961: V.D. (Damaged Goods)
- 1963: War Is Hell
- 1967: Donner-Teufel (Thunder Alley)
- 1967: Point Blank
- 1968: Inferno am Fluß (Blue)
- 1969: Then Came Bronson (Fernsehserie, Folge: Pilot)
- 1970: Airport
- 1970: The Bold Ones: The Senator (Fernsehserie, Folge: A Clear and Present Danger)
- 1971: Brother John – der Mann aus dem Nichts (Brother John)
- 1971: The Proud Rider
- 1971: See the Man Run
- 1972: Summer of ’63 (Kurzfilm, Erzähler)
- 1972: Die 250.000-Dollar-Puppe (The Heist)
- 1974: Anwalt gegen das Gericht (The Law)
- 1975: Barnaby Jones (Fernsehserie, Folge 4x01)
- 1976: Drei Engel für Charlie (Charlie’s Angels, Folge 1x22: "Tödliche Massage")
- 1977: Achterbahn (Rollercoaster)
- 1978: Police Story (Fernsehserie, Folge: The Broken Badge)
- 1978: Die Geliebte des Präsidenten (The President’s Mistress)
- 1978: Zwei Ladies im Wilden Westen (Go West, Young Girl)
- 1978: Inspector Clouseau – Der irre Flic mit dem heißen Blick (Revenge of the Pink Panther, Stimme)
- 1979: 10.000 PS – Vollgasrausch im Grenzbereich (Fast Company)
- 1980–1991: Dallas (Fernsehserie, fünf Folgen)
- 1980: Die Cash-Maschine/Zahltag im Supermarkt (How to Beat the High Co$t of Living)
- 1982: Take Your Best Shot
- 1988: Pippi Langstrumpfs neueste Streiche (The New Adventures of Pippi Longstocking)
- 1990: Jetsons – Der Film (Jetsons: The Movie)
- 2004: Wie überleben wir Weihnachten? (Surviving Christmas)
- 2005: Es lauert (It Waits, Stimme)
- 2006: Gamers (Erzähler)

### Synchronisationen
- 1972: The Barkleys
- 1972: The Houndcats
- 1973: The Bear Who Slept Through Christmas (Fernsehserie, Folge: Honey Bear)
- 1973: Speed Buggy (Fernsehserie, mehrere Folgen)
- 1974: Devlin (Fernsehserie, mehrere Folgen)
- 1977: The All-New Super Friends Hour (Fernsehserie, sechs Folgen)
- 1978: Kiss – Von Phantomen gejagt (Nachsynchronisation für Peter Criss)[3]
- 1978: Tarzan and the Super 7 (Fernsehserie, Stimme, mehrere Figuren)
- 1982: The Scooby and Scrappy-Doo Puppy Hour (Fernsehserie, mehrere Folgen)
- 1982: Heidi’s Song
- 1983: Rubik, the Amazing Cube (Fernsehserie, mehrere Folgen)
- 1983: He-Man – Im Tal der Macht (He-Man and the Masters of the Universe, Fernsehserie, mehrere Folgen)
- 1983: G.I. Joe: A Real American Hero (Fernsehserie, mehrere Folgen)
- 1985: Die Jetsons (The Jetsons, Fernsehserie, Folge: Elroy in Wonderland)
- 1985: Galtar and the Golden Lance (Fernsehserie, mehrere Folgen)
- 1985: David and Goliath (Kurzfilm)
- 2003: Die Rugrats auf Achse (Rugrats Go Wild!)
- 2003: All Grown Up – Fast erwachsen (All Grown Up)
- 1982–1990: Die Schlümpfe (Fernsehserie, vier Folgen, mehrere Figuren)
- 1984–1987: The Transformers (Fernsehserie, 58 Folgen)
- 1991–1992: Darkwing Duck (Fernsehserie, 91 Folgen)
- 1991–2003: Rugrats (Fernsehserie, 108 Folgen)
- 2004: Detroit Docona
- 2004: Scooby-Doo und das Ungeheuer von Loch Ness (Scooby-Doo and the Loch Ness Monster)
- 2004: Metal Gear Solid 3: Operation Snake Eater (The Fear (Videospiel))
- 2017–2018: Star Wars Rebels (Fernsehserie, 6 Folgen)